# Yulbars Khan
Yulbars Khan (en ouïghour يۇلبارس خان ; en chinois 堯樂博斯 ; en pinyin Yáoyuèbósī) (13 août 1889-27 juillet 1971) était un général ouïghour de la République de Chine,.